# Луцій Валерій Флакк (претор)
Луцій Валерій Флакк (*Lucius Valerius Flaccus, д/н — після 56 до н. е.) — політичний та військовий діяч часів пізньої Римської республіки.

## Життєпис
Походив з патриціанського роду Валеріїв. Син Луція Валерія Флакка, консула-суффекта 86 року до н. е. У 86 році до н. е. супроводжував батька під час  походу до Малої Азії. У 83-82 роках до н. е. брав участь в походах свого дядька Гая Валерія Флакка до Нарбонської Галлії.
78 року до н. е. на посаді військового трибуна брав участь у поході Публія Сервілія Ватії Ісавріка проти піратів в Кілікії. У 71 році до н. е. обіймав посаду квестора пропретора Марка Пупія Пізона Кальпурніана в Іспанії. У 70 році до н. е. він залишився там як проквестор.
У 68-67 роках до н. е. був легатом консула Луція Цецилія Метелла, який отримав як провінцію о. Крит. Після цього приєднався до Гнея Помпея Великого, що діяв на Сході.
У 63 році до н. е. обирається претором. Брав участь у розкритті змови Катіліни, заарештувавши разом з колегою Гаєм Помптіном в ніч з 2 на 3 грудня на Мульвієвому мосту послів галльського племені аллоброгів і захопивши у них листи, що містили докази проти змовників. У 62 році до н. е. як пропретор керував провінцією Азія. У 61 році до н. е. тут його змінив Квінт Туллій Цицерон.
На початку 59 року до н. е. Флакка було звинувачено у розграбуванні провінції і притягнуто до суду на основі закону Сервілія про здирництво. Обвинувачами були Децій Лелій та Гай Аппулей Деціан. Захищав Валерія Марк Туллій Цицерон разом з Квінтом Гортензієм Горталом. Останні домоглися виправдання Флакка.
У 57-56 роках до н. е. служив легатом проконсула Луція Кальпурнія Пізона Цезоніна, що керував провінцією Македонія. Про подальшу долю немає відомостей.